# Peniophora molesta
Peniophora molesta är en svampart som beskrevs av Boidin, Lanq. & Gilles 1991. Peniophora molesta ingår i släktet Peniophora och familjen Peniophoraceae.   Inga underarter finns listade i Catalogue of Life.